# Saint-Pardoux-le-Vieux
Saint-Pardoux-le-Vieux – miejscowość i gmina we Francji, w regionie Nowa Akwitania, w departamencie Corrèze.
Według danych na rok 1990 gminę zamieszkiwało 185 osób, a gęstość zaludnienia wynosiła 12 osób/km² (wśród 747 gmin Limousin Saint-Pardoux-le-Vieux plasuje się na 444. miejscu pod względem liczby ludności, natomiast pod względem powierzchni na miejscu 434.).